# Bryum cremocarpum
Bryum cremocarpum là một loài rêu trong họ Bryaceae. Loài này được Lazarenko mô tả khoa học đầu tiên năm 1970.